# Josyf Huryk
Josyf Huryk, czyli Józef Huryk (ukr. Йосиф Гурик, ur. 6 stycznia 1853 w Uhrynowie Dolnym, zm. 3 września 1924 tamże) – ukraiński działacz społeczny, poseł do Sejmu Krajowego Galicji VI kadencji (1889–1895), włościanin z Uhrynowa Dolnego. Wybrany do Sejmu Krajowego z IV kurii okręgu wyborczego Stanisławów.
W 1876 został członkiem Proswity. 20 kwietnia 1898 w Buczaczu odbyło się pierwsze zgromadzenie przedwyborcze zwołane przez komitet włościański okręgu Buczacz – Czortków, podczas którego przemawiali głównie włościanin Huryk i notarjusz Teliszewski.    W grudniu 1900 kandydował na posła na wyborach do Rady Państwa w Wiedniu X kadencji z kurii powszechnej okręgu Stanisławów – Tyśmienica – Tłumacz – Buczacz – Podhajce – Rohatyn (zwyciężył go dr. Jan Walewski) oraz z kurii wiejskiej okręgu Buczacz – Czortków, gdzie zwyciężył go dotychczasowy poseł baron Marjan Błażowski. Członek Rady powiatowej w Stanisławowie.
Został pochowany 5 września 1924.